# Åmsvartne
Åmsvartne eller Amsvartne (fvn Ámsvartnir, ”Rödsvart” eller ”Becksvart”) är en sjö (vatn) i nordisk mytologi. Mitt i sjön ligger en holme med namnet Lyngve (Lyngvi, ”den ljungbevuxna”), och det är på denna ö som Fenrisulven, enligt Snorre Sturlasson, står bunden fram till Ragnarök. Historien om hur ulven hamnade där berättas i Gylfaginning, kapitel 34.
Oden förutsåg vilka olyckor som Lokes barn med Angerboda kunde leda till och beslöt därför att sända dem till platser där de inte skulle göra skada. Midgårdsormen kastades i havet och Hel störtades ner till Nifelheim, men Fenrisulven behöll asarna till en början hos sig själva. Dock skrämdes de snart av ulvens vildhet och snabba tillväxt, varför de beslöt att den måste bindas. Två försök gjordes, men varje gång sprängde ulven med lätthet sina fjättrar. Oden skickade då bud till några dvärgar i Svartalvaheim och bad dem att med trolldom smida en fjätter som inte kunde brista. Det gjorde de. Den fjättern heter Gleipne och var tunn som en silkessnodd.
”Sedan for asarna ut till en holme som kallas Lyngve i en sjö som heter Åmsvartne, och de kallade med sig ulven”, skriver Snorre. Men ulven misstänkte trolldom och svek när han såg den tunna ”silkessnodden”. Han hade ju tidigare sprängt rejält tjocka kättingar. Därför vägrade han att ta på sig bandet, om inte någon av gudarna lade sin hand i hans gap som pant på att allt skedde utan svek. Den ende som vågade göra detta var Tyr.
Men denna gång kom ulven inte loss när han väl blivit bunden. Ju hårdare han drog desto starkare blev bandet. Då skrattade alla asarna utom Tyr, skriver Snorre, ty han förlorade sin hand. Fästet som Gleipne satt fast i heter Gelgja; det drog asarna genom en stenhäll som heter Gjöll och fäste det sedan djupt nere i jorden. Här skall ulven stå bunden till tidens slut. Men ett viktigt järtecken då Ragnarök tar sin början är, enligt Snorre, att ”alla fjättrar och band skall brista och slitas av”. Då kommer både ulven och hans fader, den fjättrade Loke loss, liksom skeppet Nagelfar.
Namnet Åmsvartne (Ámsvartnir) förekommer endast hos Snorre, skriver Rudolf Simek, som därför antar att det var Snorre själv som hittade på det. Men namnet förekommer också i kapitlet Frá Fenrisúlfi (”Om Fenrisulven”) i en kort avhandling om poetik som kallas Litla Skálda. Denna skrift troddes länge vara yngre än Snorres Edda, men det anses numera som troligt att den har tillhört Snorres källor.